# Garry Shandling
Garry Emmanuel Shandling (Chicago, 1949. november 29. – Santa Monica, 2016. március 24.) Primetime Emmy-díjas amerikai színész.
Legismertebb alakítása Stern szenátor a Marvel-moziuniverzumban. A Túl a sövényen című filmben is szinkronizált.

## Fiatalkora
Zsidó családban született  1949. november 29-én Chicagoban, Muriel Estelle (született Singer) állatkereskedő és Irving Shandling nyomdatulajdonos fiaként. Az arizonai Tucson Casa Loma Estates városrészben nőtt fel, ahová azért költözött családjával, hogy idősebb testvére, Barry cisztás fibrózisa miatt kezelésben részesülhessen. Barry a betegségben halt meg, amikor Shandling 10 éves volt. A Palo Verde High School elvégzése után Shandling az Arizonai Egyetemre járt, hogy villamosmérnöki szakon tanuljon, de ehelyett marketingből szerzett diplomát, és egy évig kreatív írásból folytatott posztgraduális tanulmányokat.

## Pályafutása
1975 és 1976 között a Sanford and Son forgatókönyvírója volt. 1976-ban a Welcome Back, Kotter egyik epizódját írta. 1984-ben szerepelt a Garry Shandling: Alone in Vegas című komédia műsorban. 1986-ban szintén egy komédia műsorban a The Garry Shandling Show: 25th Anniversary Special-ban szerepelt. 1986 és 1987 között a The Tonight Show Starring Johnny Carson egyik vendég műsorvezetője volt. 1986 és 1990 között a It's Garry Shandling's Show című műsorban szerepelt. 1991-ben a Garry Shandling: Stand-Up műsorban szerepelt. 2000-ben az X-akták című sorozatban szerepelt. Többször volt a Grammy-díj és az Emmy-díj műsorvezetője. 2006-ban a Túl a sövényen című filmben szinkronizált. 2016-ban szerepelt a Jerry Seinfeld és vendégei az úton című műsorban.

## Magánélete
Soha nem nősült meg, és nem született gyermeke. 1987-től menyasszonyával, Linda Doucett színésznővel közös lakásban élt, egészen 1994-es szakításukig.

## Halála
Herparathyreosisban szenvedett, egy súlyos betegségben, amely gyakran diagnosztizálatlanul vagy kezeletlenül marad. Ha nem kezelik, olyan szövődményekhez vezethet, mint a csontritkulás, magas vérnyomás, vesekő, veseelégtelenség stroke és szívritmuszavar.
2016. március 24-én, 66 éves korában halt meg a Santa Monica-i Saint John's Health Centerben.
Amikor a mentősök megérkeztek, a férfi eszméletlen volt. A boncolás kimutatta, hogy a halálát tüdőembólia okozta.

## Filmográfia

### Filmek
| Év   | Magyar cím                       | Eredeti cím                         | Szerep                 | Magyar hang    |
| ---- | -------------------------------- | ----------------------------------- | ---------------------- | -------------- |
| 1993 | Zűrzavaros éjszakák              | The Night We Never Met              | Mr. Vertisey           |                |
| 1994 | Segítség, karácsony!             | Mixed Nuts                          | Stanley                | Imre István    |
| 1994 | A sors útjai                     | Love Affair                         | Kip DeMay              | Csuja Imre     |
| 1998 | Dr. Dolittle                     | Dr. Dolittle                        | Hímgalamb (hang)       | F. Nagy Zoltán |
| 1998 | Zűrzavar                         | Hurlyburly                          | Artie                  | Márton András  |
| 2000 | A nőfaló ufó                     | What Planet Are You From?           | Harold Anderson        | Kassai Károly  |
| 2001 | Zoolander, a trendkívüli         | Zoolander                           | önmaga                 |                |
| 2001 | Félrelépősdi                     | Town & Country                      | Griffin Morris         |                |
| 2001 | Fuss, Ronnie, fuss!              | Run Ronnie Run!                     | önmaga                 |                |
| 2001 |                                  | The Rutles 2: Can't Buy Me Lunch    | önmaga                 |                |
| 2005 | Házasság a négyzeten             | Trust the Man                       | Dr. Beekman            | Rosta Sándor   |
| 2006 | Túl a sövényen                   | Over the Hedge                      | Verne (hang)           | Csankó Zoltán  |
| 2006 |                                  | Hammy's Boomerang Adventure         | Verne (hang)           |                |
| 2010 | Vasember 2.                      | Iron Man 2                          | Stern szenátor         | Mertz Tibor    |
| 2011 |                                  | The Brain Storm                     | önmaga                 |                |
| 2012 | A diktátor                       | The Dictator                        | Egészségügyi felügyelő |                |
| 2014 | Amerika Kapitány: A tél katonája | Captain America: The Winter Soldier | Stern szenátor         | Mertz Tibor    |
| 2016 | A dzsungel könyve                | The Jungle Book                     | Ikki (hang)            | Kerekes József |
| 2016 |                                  | Dying Laughing                      | önmaga                 |                |
| 2018 | Garry Shandling élete            | The Zen Diaries of Garry Shandling  | önmaga                 |                |

### Televíziós szerepek
| Év        | Magyar cím                         | Eredeti cím                                        | Szerep              | Megjegyzések         |
| --------- | ---------------------------------- | -------------------------------------------------- | ------------------- | -------------------- |
| 1979      |                                    | Make Me Laugh                                      | önmaga              | versenyző            |
| 1984      |                                    | Garry Shandling: Alone in Vegas                    | önmaga              | különkiadás          |
| 1985      |                                    | Michael Nesmith in Television Parts                | önmaga              | 2 epizód             |
| 1986      |                                    | The Garry Shandling Show: 25th Anniversary Special | önmaga              | különkiadás          |
| 1986–1987 |                                    | The Tonight Show Starring Johnny Carson            | önmaga              | 7 epizód műsorvezető |
| 1986–1990 |                                    | It's Garry Shandling's Show                        | önmaga              | 72 epizód            |
| 1987      |                                    | Saturday Night Live                                | önmaga              | 1 epizód műsorvezető |
| 1990      |                                    | Mother Goose Rock 'n' Rhyme                        | Jack                | tévéfilm             |
| 1990      | 32. Grammy-gála                    | 32nd Annual Grammy Awards                          | önmaga              | műsorvezető          |
| 1991      | 33. Grammy-gála                    | 33rd Annual Grammy Awards                          | önmaga              | műsorvezető          |
| 1991      |                                    | Garry Shandling: Stand-Up                          | önmaga              | különkiadás          |
| 1992      |                                    | The Ben Stiller Show                               | önmaga              | 1 epizód             |
| 1992–1997 |                                    | The Larry Sanders Show                             | Larry Sanders       | főszereplő           |
| 1993      | 35. Grammy-gála                    | 35th Annual Grammy Awards                          | önmaga              | műsorvezető          |
| 1994      | 36. Grammy-gála                    | 36th Annual Grammy Awards                          | önmaga              | műsorvezető          |
| 1996      |                                    | Dr. Katz, Professional Therapist                   | Garry (hang)        | 1. epizód            |
| 1998      |                                    | Caroline in the City                               | Steve               | 1 epizód             |
| 2000      | X-akták                            | The X-Files                                        | önmaga              | 1 epizód             |
| 2000      | 52. Primetime Emmy-gála            | 52nd Primetime Emmy Awards                         | önmaga              | műsorvezető          |
| 2002      |                                    | My Adventures in Television                        | önmaga              | 1 epizód             |
| 2004      | 54. Primetime Emmy-gála            | 54th Primetime Emmy Awards                         | önmaga              | műsorvezető          |
| 2006      |                                    | Tom Goes to the Mayor                              | Pat Lewellen (hang) | 1 epizód             |
| 2006–2009 | Hírek Bill Maherrel                | Real Time with Bill Maher                          | önmaga              | 4 epizód             |
| 2016      | Jerry Seinfeld és vendégei az úton | Comedians in Cars Getting Coffee                   | önmaga              | 1 epizód             |